# Uwe Nösner
Uwe Nösner (* 3. Juli 1960 in Dresden; † 14. Oktober 2018 ebenda) war ein deutscher Redakteur und Schriftsteller. Ab 1981 wurde er Redakteur bei der Dresdner Tageszeitung Die Union. Sein literarisches Debüt erfolgte im Februarheft 1984 der Zeitschrift neue deutsche literatur mit dem lyrischen Zyklus Krisis. Als redaktionelle Leistung bei der Tageszeitung kann die durch eigene Recherchearbeit ermöglichte Erstveröffentlichung der Tagebücher Viktor Klemperers als Fortsetzungsserie in den Jahren 1987 bis 1989 genannt werden. Seit 1991 arbeitete er als Redakteur und Redenschreiber in der Verwaltung des Sächsischen Landtags. Wichtigste literarisch-philosophische Arbeit ist der 2015 veröffentlichte Band Die gescheiterte Reformation. Ein Zwischenruf.

## Leben
Uwe Nösner wuchs in Dresden auf. Nach der 10. Klasse in der Polytechnischen Oberschule (POS) begann er in eine Bauarbeiterlehre. Die Lebensumstände brachten ihn mit 17 Jahren in eine existentielle Krise. In deren Verlauf erfolgte die Einweisung in eine geschlossene Nervenheilanstalt in Arnsdorf bei Dresden.

„In dieser hundert Jahre alten Anstalt mit ihren riesigen Schlafsälen und allgegenwärtigen Gitterstäben fand ich eine einzigartige Bibliothek vor, weil sie -   ungeachtet der beiden Diktaturen des 20. Jahrhunderts -  noch fast alle Bände zu enthalten schien, die man seit dem Ende des 19. Jahrhunderts dort angeschafft hatte. … Ich las jeden Tag viele Stunden lang über mehr als ein halbes Jahr….Ausgerechnet hinter Gitterstäben habe ich eine Vorstellung von Freiheit erhalten und mein Lebensmotto der Freiheit des Geistes gefunden.“

Danach folgten verschiedene Gelegenheitsanstellungen, u. a. auch als Totengräber; von 1978 bis 1980 arbeitete er als Krankenpfleger. 1981 wurde er Redakteur der Dresdner Tageszeitung DIE UNION. Unter Begleitung seines Mentors, des Dresdner Lyrikers Manfred Streubel, erscheint 1984 sein Zyklus Krisis in der DDR-Zeitschrift neue deutsche literatur (1984, Nr. 2, S. 88–99). Auf den Kulturseiten der UNION konnte Uwe Nösner ein lyrisches Feuilleton als Plattform für aktuelle junge Lyrik initiieren und betreuen, die es sonst schwer hatte, veröffentlicht zu werden. Eine besondere redaktionelle Leistung gelang ihm mit der Erstveröffentlichung der Tagebücher des Dresdner Romanisten Victor Klemperer als Fortsetzungsserie unter dem Titel Alltag eine Diktatur – Aus den Tagebüchern 1936 – 1940 (1987), und Aus dem Tagebuch 1941-1945 (1988 und 1989). Der veröffentlichte Umfang der Tagebuchauszüge umfasst 164 Fortsetzungen, die als Ergebnis von Uwe Nösners Durchsicht von etwa 16.000 Seiten der in der Sächsischen Landesbibliothek aufbewahrten Tagebücher entstanden. Nachdem sich die bisherige UNION-Redaktion 1991 aufgelöst hatte, ging Uwe Nösner in den Bereich Öffentlichkeitsarbeit des nach der Wiedervereinigung im Oktober 1990 neu gegründeten Sächsischen Landtags. Dort wirkte er bis zu seinem Tod als Redakteur und Redenschreiber. Uwe Nösner wurde am 26. Oktober 2018 auf dem Dresdner Heidefriedhof beerdigt.

## Werke
- Pergamon, Gedichtszyklus mit Federzeichnungen von Jürgen Dreißig, Dresden, Privatdruck, 1989
- Geschichte der theosophischen Ideen, Eine Einführung, Dresden, Privatdruck, 1998
- Auf der schlaflosen Seite des Mondes, mit Lithographien von Rainer Müller, Dresden, Edition Meinel, 2001
- Die gekreuzigte Zeit, Gedichte, Leipziger Literaturverlag, 2006
- Reise ans Ende des Traums, Prosastücke mit drei Grafikblättern von Hermann Naumann, Leipziger Literaturverlag, 2007
- Die gescheiterte Reformation. Ein Zwischenruf, Leipziger Literaturverlag, 2015
- Geschichte der theosophischen Ideen. Wege zu den Quellen schöpferischer Religiosität, mit neun Wortbildern und einer Bildtafel von Jürgen Dreißig, Leipziger Literaturverlag, 2016